# Bandolero!
Bandolero! is een Amerikaanse westernfilm van Paramount Pictures uit 1968, onder regie van Andrew V. McLaglen. Dean Martin, Raquel Welch en George Kennedy spelen de hoofdrollen.

## Verhaal
Een man genaamd Mace Bishop wil zijn broer Dee redden van de galg. Dee is veroordeeld voor een bankoverval. Mace doet zich voor als de beul die het vonnis komt voltrekken. Hij slaagt erin Dee te bevrijden, waarna hij zelf de bank alsnog berooft.
Dee en Mace vluchten weg met een vrouw genaamd Maria als gijzelaar. Maria's echtgenoot kwam om bij de eerste bankoverval gepleegd door Dee. Sherriff July Johnson en zijn deputy Roscoe achtervolgen Dee en Maria naar de Mexicaanse grens. Ze belanden in een gebied dat volgens Maria vol zit met rovers die elke buitenlander doden.
Na verloop van tijd ontwikkelt Maria gevoelens voor Dee. Ze weet dat de sheriff verliefd is op haar, en dat hij hen daarom overal zal volgen. Zij voelt zelf echter niets voor hem.
In de climax van de film worden Dee en Mace door de sheriff en zijn gevolg in het nauw gedreven in een klein dorpje. Wanneer plotseling de Mexicaanse bende waar Maria voor waarschuwde opduikt, zijn ze allemaal gedwongen samen te vechten. In het gevecht komen alle bendeleden en veel mannen van de sheriff om het leven. Dee wordt neergestoken door de leider van de bende, El Jeffe en Mace wordt neergeschoten door een ander bendelid. Maria grijpt een pistool en schiet El Jeffe dood. Naderhand begraven Maria en de sheriff de lijken in ongemarkeerde graven.

## Rolverdeling
| Acteur         | Personage                        |
| -------------- | -------------------------------- |
| James Stewart  | Mace Bishop                      |
| Dean Martin    | Dee Bishop                       |
| Raquel Welch   | Maria Stoner                     |
| George Kennedy | Sheriff July Johnson             |
| Andrew Prine   | Deputy Sheriff Roscoe Bookbinder |
| Will Geer      | Pop Chaney                       |
| Clint Ritchie  | Babe Jenkins                     |
| Denver Pyle    | Muncie Carter                    |
| Tom Heaton     | Joe Chaney                       |
| Rudy Diaz      | Angel                            |

## Achtergrond
De film werd opgenomen in Alamo Village, de Texaanse filmset die oorspronkelijk werd gemaakt voor John Waynes The Alamo.
Tijdens de opnames klaagde Raquel Welch geregeld over het feit dat iedereen op de set haar om handtekeningen vroeg. James Stewart drong erop aan dat ze deze handtekeningen wel zou geven, daar haar salaris werd betaald door de filmfans.
Larry McMurtry, de schrijver van de roman Lonesome Dove, verwerkte in zijn boek een groot aantal referenties naar Bandolero!. Zo gebruikte hij gelijksoortige namen voor de personages in zijn boek, en een identiek thema.